# Cylloceria occupator
Cylloceria occupator är en stekelart som först beskrevs av Johann Ludwig Christian Gravenhorst 1829.  Cylloceria occupator ingår i släktet Cylloceria och familjen brokparasitsteklar. Inga underarter finns listade i Catalogue of Life.